# Calendulauda albescens
La alondra del Karoo (Calendulauda albescens) es una especie de ave paseriforme de la familia Alaudidae endémica de Sudáfrica.

## Taxonomía
La alondra del Karoo fue descrita científicamente en 1839 por el ornitólogo francés Frédéric de Lafresnaye. Originalmente fue clasificada en el género Alauda, y posteriormente se trasladó a los géneros Mirafra y Certhilauda, hasta que en 2009 quedó ubicada en el género Calendulauda.
Se reconocen cuatro subespecies:
- C. a. codea - (Smith, A, 1843): inicialmente descrita como una especie separada en el género Alauda. Se encuentra en la costa occidental de Sudáfrica;
- C. a. albescens - (Lafresnaye, 1839): se encuentra en el suroeste de Sudáfrica;
- C. a. guttata - (Lafresnaye, 1839): originalmente descrita como una especie separada del Alauda. Se encuentra en el oeste de Sudáfrica;
- C. a. karruensis - Roberts, 1936: se encuentra en el sur de Sudáfrica.

Anteriormente algunos taxónomos consideraron subespecies de la alondra del Karóo a la alondra de las dunas (como Certhilauda albescens erythrochlamys) y a la alondra de Barlow (como Certhilauda albescens barlowi).